# Siofna
|  | Dieser Artikel oder Abschnitt wurde wegen inhaltlicher Mängel auf der Qualitätssicherungsseite des Projekts Germanen eingetragen. Dies geschieht, um die Qualität der Artikel aus diesem Themengebiet auf ein akzeptables Niveau zu bringen. Bitte hilf mit, die Mängel dieses Artikels zu beseitigen, und beteilige dich an der Diskussion! |

Siofna (auch Sjoefna, Sjofun oder Sione) ist eine germanische Liebesgöttin. Ihr Zuständigkeitsbereich ist die erste Liebe, der Beginn einer neuen Liebe und Harmonie in der Ehe. Diese Zuständigkeitsbereiche stammen aus einer Zeit, in der erste Verbindungen oft ein Leben lang zu halten hatten. Siofna ist also für einen glücklichen Lebensweg in Sachen Liebe zuständig.